# Plesiophrictus senffti
Plesiophrictus senffti é uma espécie de aranha pertencente à família Theraphosidae (tarântulas).